# Zastava Mozambika
Zastava Mozambika je državna zastava, ki predstavlja Mozambik, sestavljena kot vodoravna trobojnica iz zelene, črne in zlate z belimi obrobami ter rdečim enakokrakim trikotnikom pri drogu. V trikotniku je zlata peterokraka zvezda, na kateri je odprta knjiga, na njej pa puška z bajonetom, prekrižana z motiko. Ti elementi simbolizirajo Mozambičane in njihov boj za neodvisnost. Obliko določa ustava Mozambika v 297. členu, 16. poglavje. Oblika sledi prvi zastavi Osvobodilne fronte Mozambika (FRELIMO), ki vodi državo od osamosvojitve izpod Portugalske 25. junija 1975. Od demokratizacije leta 1990 se občasno pojavljajo pozivi k spremembi, predvsem odstranitvi orožja.
Ustava ne predpisuje števila krakov zvezde, a je splošno uveljavljena različica s petimi. Prav tako ni omenjen tip puške, običajno pa je upodobljena AK-47 (kalašnikovka) z nameščenim bajonetom. S tem je edina državna zastava na svetu, na kateri je sodobno strelno orožje.

## Kontroverznost
Med pisanjem nove mozambiške ustave leta 1990 se je pričela razprava o spremembi državnih simbolov vključno z zastavo. Kritiki so izpostavili, da če je državna zastava podobna zastavi Frelima, je to v neskladju s pozivi k narodni enotnosti. Član Frelimovega politbiroja Jorge Rebelo je izjavil, da je ne bodo spreminjali. Od takrat je kritik deležna predvsem vključitev kalašnikovke, ki jo nekateri Mozambičani razumejo kot simbol nasilja.
Vlada je leta 2005 razpisala natečaj za nove državne simbole kot del mirovnega sporazuma med gibanji FRELIMO in RENAMO (Mozambiški narodni upor). FRELIMO in RENAMO sta bila 16 let nasprotnika v državljanski vojni, nato pa je slednji postal glavna opozicijska stranka. RENAMO je pozval k odstranitvi puške in zvezde, ki naj bi namigovala na komunizem, z zastave. Predstavnik vladajoče stranke je zavrnil očitke, češ da je puška simbol odločenosti Mozambičanov, da obranijo svojo državo, zvezda pa simbol afriške solidarnosti.
Na natečaj je prispelo 169 prijav, ki jih je ocenila petčlanska komisija. Vsi so bili na koncu zavrnjeni v Republiškem svetu s 155 glasovi proti in 79 glasovi za spremembo zastave. Vsi glasovi proti so bili iz stranke FRELIMO, vsi glasovi za pa iz stranke RENAMO.